# 岳 (商朝先公)
“岳”字习见于殷墟甲骨卜辞。殷墟甲骨文中的“山”、“火”、“岳”三字字形相近，不易辨别，容易混淆。一种观点认为是先商时期的一位商部落先公的名称。一种观点认为是殷人用以泛指山岳的专用名称，并延伸作山岳的山神，受到殷人重厚的祭祀。此外“岳”又是参与贞卜工作的一位贞人或卜官的人名，也是地名。在卜辞中，“岳”常与夒、兕、土、河四位先商远祖并祭。另外还常常被独祭。“岳”具有控制风雨的神能，可能是商部落祖先神与自然神的重合体。“岳”与其他商族先公、神祇的确切关系还有待学者进一步的研究。金相同、蔡哲茂等学者认为“岳”指商部落先公昭明。认为卜辞中有同音假借现象，如阳甲写作“羊甲”、“羌甲”，甲骨文“岳”字从羊从火（或从山，甲骨文中“山”、“火”形近，难以判定），假借“羊”音代表“阳”、“日”。

## 参阅
- 昭明
- 土—土神、社神，可能指相土
- 河—河神、川神，可能指冥